# Jungle Brothers
I Jungle Brothers sono un gruppo musicale hip hop statunitense, tra i pionieri del genere di fusione tra jazz e hip hop.

## Storia
Le prime esibizioni del gruppo sono datate metà anni 1980, ma il primo album è solo del 1988 con il titolo Straight Out the Jungle, con le sue liriche afrocentriche ed i beats innovativi per l'epoca, che ottiene un ottimo successo di critica. L'album, pubblicato con una etichetta indipendente, presentava al suo interno tra le altre, la canzone "I'll House You" prodotta da Todd Terry. Nonostante il successo di vendite dell'album non sia stato molto positivo, a fronte di ottime critiche, la Warner Brothers Records mette sotto contratto il gruppo e nel 1989 pubblica il loro Done by the Forces of Nature, largamente ignorato dai critici del genere, che nello stesso periodo esaltarono album simili come 3 Feet High and Rising di De La Soul, pubblicato lo stesso anno.
Dopo una pausa durata quattro anni, i Jungle Brothers riotornano nel 1993 con J Beez wit the Remedy. Il loro successivo album V.I.P. è prodotto da Alex Gifford dei Propellerheads, a cui i Jungle prestano la voce per le tracce "Take California (And Party)" e "You Want It Back" pubblicate per i Propellerheads. Nel 2001 il loro brano  "What's the Five 0" è inserito nel video game musicale FreQuency. L'ultimo album dei Jungle Broters a contenere nuovi brani è All That We Do del 2002.
Nel 2004, i Jungle Brothers lavorano con il produttore inglese Mr On al brano "Breathe (Don't Stop)", una nuova versione di "Breathe and Stop" di Q-Tip degli A Tribe Called Quest, combinata con un campionamento dal brano di Michael Jackson "Don't Stop 'Til You Get Enough". Nel 2005, i Jungle Brothers pubblicano un doppio CD di "greatest hits" e "classic remixes & rarities" intitolato This Is..., che include remix di The Wiseguys, Urban Takeover, Natural Born Chillers e Stereo MCs. Nel 2015, i Jungle Brothers collaborano con il Disc jockey olandese di fama mondiale Don Diablo producendo I'll House You, un singolo che unisce il sound hip hop del gruppo statunitense con quello Fidget House.

## Formazione
- Michael Small (Mike Gee)
- Nathaniel Hall (Afrika Baby Bam)
- Sammy Burwell (DJ Sammy B)

## Discografia

### Album in studio
- 1988 - Straight Out the Jungle
- 1989 - Done by the Forces of Nature
- 1993 - J Beez wit the Remedy
- 1997 - Raw Deluxe
- 2000 - V.I.P.
- 2002 - All That We Do
- 2015 - I'll House You (con Don Diablo)

### Raccolte
- 2005 - This is... (doppio CD)